# محمد الأكبر بن جعفر بن أبي طالب
محمد الأكبر بن جعفر بن أبي طالب، هو ابن جعفر بن أبي طالب، وأمه أسماء بنت عميس، ولد عام 2 هـ بالحبشة.
شهد معركة صفين مع علي بن أبي طالب واعترك هو وعبيد الله بن عُمَر بن الخطاب فَقَتَلَ كل منهما الآخر. ويوصف بالأكبر تميزًا عن أخيه محمد الأصغر.
وبحسب بعض المصادر أنه تزوج ابنة عمه أم كلثوم بنت علي بن أبي طالب، وكانت قبله عنده عمر بن الخطاب قبل اغتياله عام 23 هـ.